# Aplocera conflua
Aplocera conflua är en fjärilsart som beskrevs av Hoffmann 1911. Aplocera conflua ingår i släktet Aplocera och familjen mätare. Inga underarter finns listade i Catalogue of Life.